# Frank Krake
Frank Krake (1968) is een Nederlands ondernemer, spreker en schrijver uit Hengelo.
Hij studeerde Marketing Strategy aan de Rijksuniversiteit Groningen. Daarna was hij betrokken bij diverse ondernemingen, voordat hij zijn eigen onderneming in tuinmeubelen startte. Zijn carrière als ondernemer is te beschrijven als een achtbaan. Bekend werd hij van bestsellers als Hannelore en De laatste getuige. Deze laatste is vertaald in meerdere talen. Voor Catharina deed hij onder meer research in de archieven van Auschwitz en Yad Vashem.

## Bestseller 60
| Boeken met noteringen in de Nederlandse Bestseller 60 | Jaar van verschijnen | Datum van binnenkomst | Hoogste positie | Aantal weken | Opmerkingen |
| ----------------------------------------------------- | -------------------- | --------------------- | --------------- | ------------ | ----------- |
| Menthol                                               | 2016                 | 20-04-2016            | 13              | 12           |             |
| Rood bloed                                            | 2017                 | 19-04-2017            | 26              | 1            |             |
| De laatste getuige                                    | 2018                 | 11-04-2018            | 3               | 24           |             |
| Hannelore                                             | 2019                 | 12-02-2020            | 12              | 8            |             |
| De grootste bankoverval aller tijden                  | 2022                 | 30-03-2022            | 2               | 23           |             |
| De verzetsman en de voetbalheld                       | 2023                 | 05-04-2023            | 17              | 5            |             |
| Catharina                                             | 2025                 | 05-03-2025            | 2               | 9            |             |

- Bibliothèque nationale de France: cb180372840 (data)
- Gemeinsame Normdatei: 1166267407
- International Standard Name Identifier: 0000 0005 0829 9876
- Library of Congress Control Number: n2020048287
- Nationale Bibliotheek van Tsjechië: mzk20241240859
- Nederlandse Thesaurus van Auteursnamen: 36984064X
- Système universitaire de documentation: 262533766
- Virtual International Authority File: 305834968